# Asetocalamyzas laonicola
Asetocalamyzas laonicola är en ringmaskart som beskrevs av Alexander B. Tzetlin 1985. Asetocalamyzas laonicola ingår i släktet Asetocalamyzas och familjen Syllidae. Inga underarter finns listade i Catalogue of Life.